# Nastasya
Nastasya und Nastasia (russisch: Настасья) ist ein weiblicher Vorname.

## Herkunft und Bedeutung
Nastasya ist eine russische Kurzform von Anastasiya, siehe Anastasia.
Eine alternative Transkription aus dem Russischen lautet Nastasia.
Varianten des Namens sind Asya, Nastya und Stasya.

## Bekannte Namensträger
- Ashley Nastasia Griffin, US-amerikanische Songwriterin und R&B-Sängerin
- Nastasia Noens (* 1988), französische Skirennläuferin